# Actionfigur

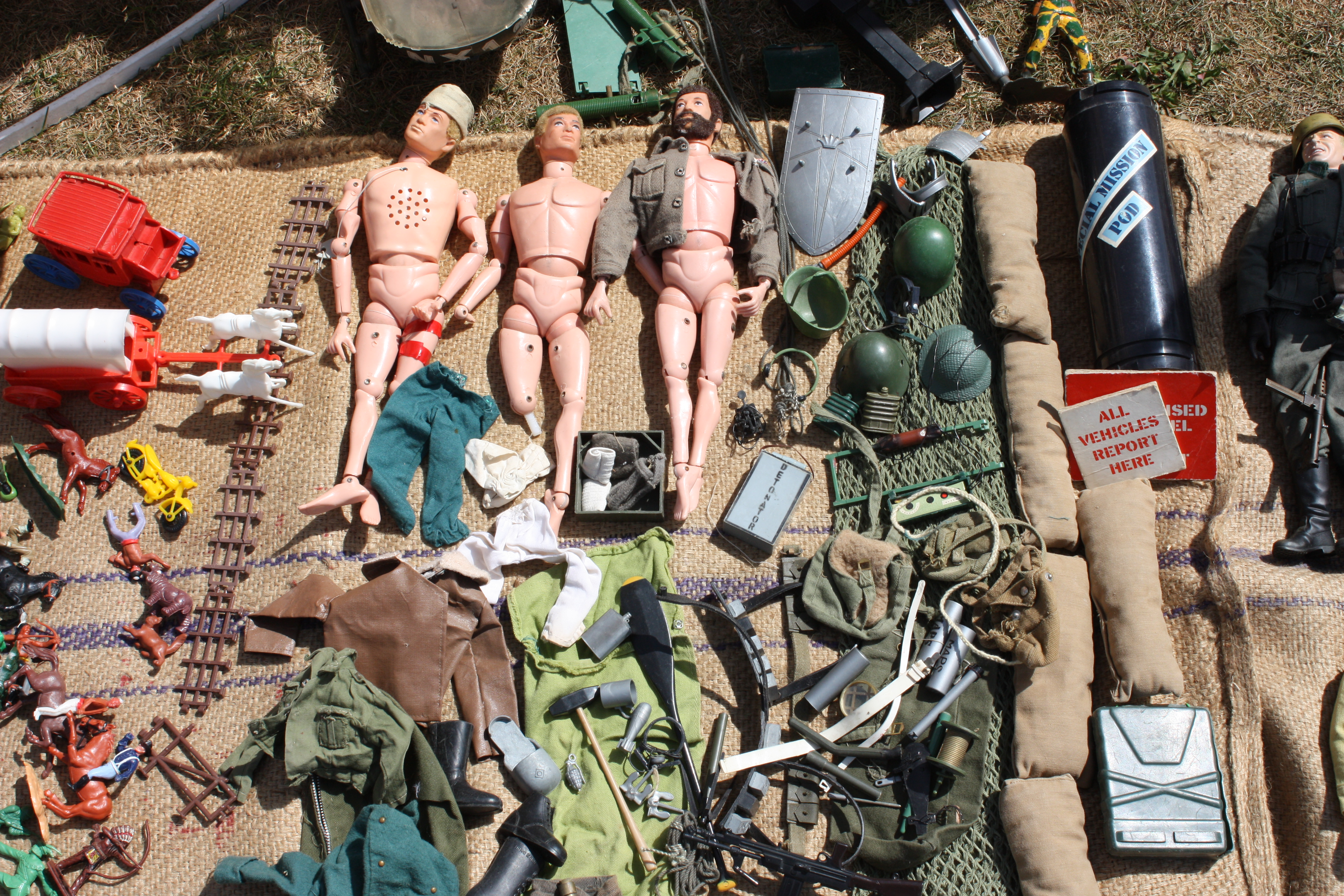
Försäljning av begagnade actionfigurer med tillbehör i Cambridge i juli 2010.

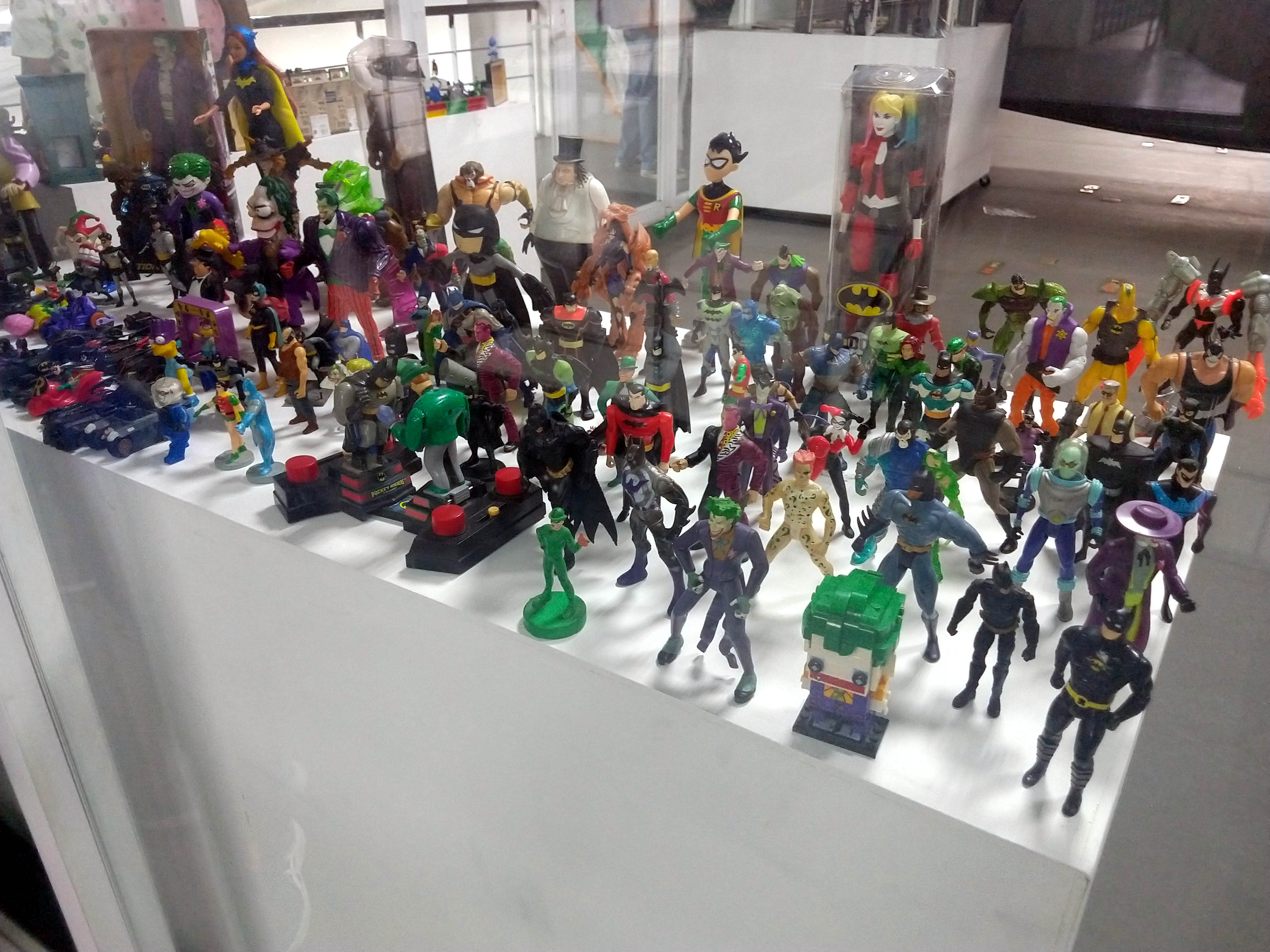
Utställning av actionfigurer i Mexico City i september 2022.

En actionfigur (av engelska: action figure), actiondocka eller actionleksak är en docka, vanligtvis av plast, som är avsedd att användas för action- och äventyrsbetonade lekar och krigslekar, ett historiskt exempel är tennsoldater. Ofta medföljer vapen och annan utrustning med actionfigurerna, och man kan också köpa exempelvis baser och farkoster att använda tillsammans med figurerna.
Den första moderna actionfiguren anses vara amerikanska G.I. Joe (i Europa lanserad som Action Man), som lanserades år 1964, och samma år myntades också begreppet actionfigur på engelska.
Actionfiguren sågs i många år främst som en pojkleksak, medan flickor förväntades hålla sig till traditionella dockor och dockskåp.

## Franchising
Många actionfigurer är i dag ofta en del av en franchise, ett varumärke som inte bara finns som leksak utan också som tecknade serier och dylikt.

## Exempel
Några klassiska actionfigurer är Action Man eller de mer moderna Bioniclefigurerna.

### Fotnoter
1. ↑  Jimmy Stamp (29 mars 2013). ”Now You Know the History of G.I. Joe. And Knowing Is Half The Battle” (på engelska). Smithsonian. http://www.smithsonianmag.com/arts-culture/now-you-know-the-history-of-gi-joe-and-knowing-is-half-the-battle-11506463/?no-ist. Läst 12 augusti 2016.
2. ↑  Hanna Meracos (19 mars 2020). ”Pojkar tycker ju om actionfigurer”. Södertörns högskola. https://www.diva-portal.org/smash/get/diva2:1448467/FULLTEXT01.pdf. Läst 26 maj 2023.
3. ↑  Cecilia Gustavsson (23 mars 2003). ”Pojkar bygger och flickor pysslar” (på svenska). Aftonbladet. https://www.aftonbladet.se/relationer/a/p6Q6nG/pojkar-bygger-och-flickor-pysslar. Läst 26 maj 2023.